# 周至柔舊居
周至柔舊居位於重慶市南岸區黃山，文物遺址年代為1938--1945年。2013年3月5日列為第七批全國重點文物保護單位。該處原為劉湘時期空軍司令部司令蔣逵住址。為一棟兩坡單層建築。舊址現完整保存有「陳母蔣夫人懿行碑」及「趙熙行書七言詩石刻」兩塊碑刻。